# Volta a Burgos 2014
La Volta a Burgos 2014, 36a edició de la Volta a Burgos, és una competició ciclista per etapes que es disputà entre el 13 i el 17 d'agost de 2014 sobre un recorregut de 619,4 km, repartits entre 5 etapes, la darrera d'elles una contrarellotge individual.
El vencedor, per segon any consecutiu, fou el colombià Nairo Quintana (Movistar Team) que arribà igualat a temps amb Daniel Moreno (Team Katusha) a la darrera etapa, una contrarellotge individual. En ella Quintana fou tres segons més ràpid que Moreno i d'aquesta manera revalidava el títol. Janez Brajkovic (Astana Qazaqstan Team) completà el podi. Quintana també guanyà la classificació de la muntanya, Moreno va fer el mateix amb la dels punts, Lluís Mas (Caja Rural-Seguros RGA) guanyà la de les metes volants i l'Astana Qazaqstan Team fou el millor equip.

## Equips
L'organització convidà a prendre part en la cursa a cinc equips World Tour, cinc equips continentals professionals, i dos equips continentals:
- equips World Tour: AG2R La Mondiale, Astana Qazaqstan Team, Giant-Shimano, Movistar Team, Team Katusha
- equips continentals professionals: Caja Rural-Seguros RGA, IAM Cycling, MTN Qhubeka, Neri Sottoli, RusVelo
- equips continentals: Burgos-BH, Euskadi

## Etapes
| Etapa    | Data       | Recorregut                             |                           | Km   | Vencedor d'etapa          | Líder de la general    | Ref.  |
| -------- | ---------- | -------------------------------------- | ------------------------- | ---- | ------------------------- | ---------------------- | ----- |
| 1ª etapa | 13 d'agost | Burgos - Burgos                        | Etapa accidentada         | 143  | Juan José Lobato (ESP)    | Juan José Lobato (ESP) | [ 1 ] |
| 2ª etapa | 14 d'agost | Briviesca - Villadiego                 | Etapa accidentada         | 152  | Matteo Pelucchi (ITA)     | Juan José Lobato (ESP) | [ 2 ] |
| 3ª etapa | 15 d'agost | Comunero de Revenga - Lagunas de Neila | Etapa de muntanya         | 170  | Nairo Quintana (COL)      | Nairo Quintana (COL)   | [ 3 ] |
| 4ª etapa | 16 d'agost | Medina de Pomar - Villarcayo           | Etapa plana               | 142  | Lloyd Mondory (FRA)       | Daniel Moreno (ESP)    | [ 4 ] |
| 5ª etapa | 17 d'agost | Aranda de Duero - Aranda de Duero      | contrarellotge individual | 12.4 | Aleksejs Saramotins (LAT) | Nairo Quintana (COL)   | [ 5 ] |

## Classificació final
|    | Ciclista               | Equip                  | Temps       |
| -- | ---------------------- | ---------------------- | ----------- |
| 1  | Nairo Quintana (COL)   | Movistar Team          | 15h 07' 09" |
| 2  | Daniel Moreno (ESP)    | Team Katusha           | + 3"        |
| 3  | Janez Brajkovic (SLO)  | Astana Qazaqstan Team  | + 55"       |
| 4  | Matteo Rabottini (ITA) | Neri Sottoli           | + 1' 32"    |
| 5  | Sergio Pardilla (ESP)  | MTN Qhubeka            | + 1' 35"    |
| 6  | Pello Bilbao (ESP)     | Caja Rural-Seguros RGA | + 1' 40"    |
| 7  | Valerio Agnoli (ITA)   | Astana Qazaqstan Team  | + 1' 41"    |
| 8  | Daan Olivier (NED)     | Giant-Shimano          | + 1' 57"    |
| 9  | Paolo Tiralongo (ITA)  | Astana Qazaqstan Team  | + 1' 58"    |
| 10 | David Arroyo (ESP)     | Caja Rural-Seguros RGA | + 1' 59"    |

## Evolució de les classificacions
| Etapa | Vencedor            | Classificació general | Classificació per punts | Classificació de la muntanya | Classificació de les metes volants | Classificació per equips |
| ----- | ------------------- | --------------------- | ----------------------- | ---------------------------- | ---------------------------------- | ------------------------ |
| 1     | Juan José Lobato    | Juan José Lobato      | Mirko Tedeschi          | Juan José Lobato             | Lluís Mas                          | Movistar Team            |
| 2     | Matteo Pelucchi     | Juan José Lobato      | Mirko Tedeschi          | Thomas Damuseau              | Lluís Mas                          | IAM Cycling              |
| 3     | Nairo Quintana      | Nairo Quintana        | Nairo Quintana          | Nairo Quintana               | Lluís Mas                          | Astana Qazaqstan Team    |
| 4     | Lloyd Mondory       | Daniel Moreno         | Nairo Quintana          | Daniel Moreno                | Lluís Mas                          | Astana Qazaqstan Team    |
| 5     | Aleksejs Saramotins | Nairo Quintana        | Nairo Quintana          | Daniel Moreno                | Lluís Mas                          | Astana Qazaqstan Team    |
| Final | Final               | Nairo Quintana        | Nairo Quintana          | Daniel Moreno                | Lluís Mas                          | Astana Qazaqstan Team    |